# Dictyna sancta
Dictyna sancta là một loài nhện trong họ Dictynidae.
Loài này thuộc chi Dictyna. Dictyna sancta được Willis J. Gertsch miêu tả năm 1946.